# Patalene depranaria
Patalene depranaria är en fjärilsart som beskrevs av Heinrich Benno Möschler 1882. Patalene depranaria ingår i släktet Patalene och familjen mätare. Inga underarter finns listade i Catalogue of Life.